# Alma Dal Co
Alma Dal Co (4. ledna 1989 Turín – 14. listopadu 2022 Pantelleria) byla italská vědkyně zabývající se tématy na pomezí fyziky a mikrobiologie. Byla jednou z nejmladších profesorů na Univerzitě v Lausanne. Kromě základního výzkumu se věnovala hře na klavír a lovu ryb harpunou. Tragicky zemřela při potápění poblíž italského ostrova Pantelleria.

## Osobní život
Alma Dal Co se narodila v Turíně a vyrostla v Benátkách. Jejími rodiči byly Mario Dal Co (ekonom) a Margherita Turvani (profesorka ekonomie). Od dětství trávila hodně času u moře pozorováním mořského života, plaváním a potápěním. Na ostrov Pantelleria, kde měli její rodiče dům, se poprvé podívala v šesti měsících a po celý život se tam vracela na prázdniny. Kromě mořé byla její velkou zálibou hra na klavír. V roce 2012 vstupovala na dvou koncertech v Palazzo Cavanis v Benátkách. Zpívala také v benátském ženském sboru Látomás.
Alma Dal Co zemřela tragicky při potápění poblíž ostrova Pantelleria, když ve dvojici lovila ryby.

## Vzdělání, kariéra a výzkum
Alma Dal Co byla v roce 2002 přijata na konzervatoř v Benátkách ke studiu hry na klavír. V roce 2008 začala studovat fyziku na Padovské univerzitě pod vedením Flavia Sena. V roce 2011 zakončila bakalářský program fyziky a v roce 2012 i konzervatoř. Pro další pokračování v profesní dráze si Alma vybrala fyziku, ačkoliv i hra na klavír byla možností a zůstala její vážnou zálibou. Po přestěhování do Turína se Alma začala zabývat fyzikou komplexních systémů na tamní univerzitě pod vedením Michelle Caselle. Používala matematické modely ke studiu genové exprese. V roce 2014 se přestěhovala do Curichu, aby nastoupila PhD program na ETH Zürich pod vedením Martina Ackermanna. V rámci PhD studovala, jak jsou struktury mikrobiálních komunit ovlivněné metabolickými interakcemi mezi jednotlivými buňkami. Ukázala, že mikrobiální buňky v takových komunitách interagují jen s několika nejbližšími sousedy.
Alma získala PhD v roce 2019. Poté se přesunula na Harvardovu univerzitu na postdoktorandskou pozici ve skupině Michaela Brennera, kde studovala vývojové procesy. Plánovaný projekt na studium tvorby pankreatických ostrůvků byl přerušen epidemií covidu-19. Alma se tak místo toho věnovala počítačovému modelování interakcemi mezi buňkami, který bylo možné aplikovat jak na živočišné tkáně, tak na mikrobiální populace.
V září 2021 Alma nastoupila na Univerzitu v Lausanne jako odborný asistent (angl. assistant professor) a ve věku 32 let se stala jedním z nejmladších profesorů, kteří tam kdy působili. Sestavila vlastní tým mladých vědců, kteří využívali pokročilé techniky optogenetiky, mikrofluidiky a zobrazovnání jednotlivých buněk v kombinaci s matematickým modelováním ke studiu mezibuněčných interakcí. Během krátké profesorské kariéry Alma získala dva velké grantové projekty a aktivně vystupovala na vědeckých konferencích, jako byla například konference ISME18 v Lausanne v roce 2022.

## Ocenění
- Medaile na ETH Zürich za vynikající disertační práci.[6]

- Mezinárodní společnost pro mikrobiální ekologii (ISME) přejmenovala ocenění pro mladé vědce na ISME Alma Dal Co Award na počest Almy Dal Co.[7]
- V roce 2023 byla založena The Fondazione Alma Dal Co – Ente del Terzo Settore, která podporuje vynikající mladé vědce a hudebníky.